# Pentatominae
Pentatominae es una subfamilia de Pentatomidae. Es la subfamilia más numerosa de esta familia con 4937 especies en 938 géneros. Las especies de este género se alimentan de plantas y algunas son consideradas plagas de la agricultura.

## Tribus y algunos géneros
Las tribus incluyen:
- Aelini Douglas & Scott, 1865
  - Aelia Fabricius, 1803
  - Neottiglossa Kirby, 1837
- Aeptini Stål, 1871
- Aeschrocorini Distant, 1902
- Agaeini Cachan, 1952
- Agonoscelidini Atkinson, 1888
- Amyntorini Distant, 1902
- Antestiini Distant, 1902
- Aulacetrini Mulsant & Rey, 1866
- Axiagastini Atkinson, 1888
- Bathycoeliini Atkinson, 1888
- Cappaeini Atkinson, 1888
- Carpocorini Mulsant & Rey, 1866
  - Acledra
  - Antheminia Mulsant & Rey, 1866
  - Carpocoris Kolenati, 1846
  - Chlorochroa Stål, 1872
  - Dolycoris Mulsant & Rey, 1866
  - Peribalus Mulsant & Rey, 1866
  - Rubiconia Dohrn, 1860
- Catacanthini Atkinson, 1888
- Caystrini Ahmad & Afzal, 1979
- Chlorocorini
- Coquereliini Cachan, 1952
- Degonetini Azim & Shafee, 1984
- Diemeniini Kirkaldy, 1909
- Diplostirini Distant, 1902
- Diploxyini Atkinson, 1888
- Eurysaspidini Atkinson, 1888
- Eysarcorini Mulsant & Rey, 1866
  - Carbula Stål, 1864
  - Eysarcoris Hahn, 1834
- Halyini Amyot & Serville, 1843
- Hoplistoderini Atkinson, 1888
- Lestonocorini hmad & Mohammad, 1980
- Mecideini Distant, 1902
- Memmiini Cachan, 1952
- Menidini Atkinson, 1888
- Myrocheini Stål, 1871
- Nealeriini Cachan, 1952
- Nezarini Atkinson, 1888
  - Palomena Mulsant & Rey, 1866
- Opsitomini Cachan, 1952
- Pentamyrmexini
  - Pentamyrmex spinosus
- Pentatomini Leach, 1815
  - Pentatoma Olivier, 1789
- Phricodini Cachan, 1952
- Piezodorini Atkinson, 1888
- Rhynchocorini Stål, 1871
- Rolstoniellini Rider, 1997
- Sciocorini Amyot & Serville, 1843
  - Sciocoris Fallén, 1829
- Strachiini Mulsant & Rey, 1866
  - Stenozygum coloratum (Klug, 1845)
  - Eurydema Laporte, 1833

Otras taxonomías difieren de esta. Por ejemplo Chinavia y Chlorochroa están en la tribu Nezarini (ver Wikispecies).